# Fiverr
Fiverr是一家在 2010 年于特拉維夫成立的自由職業在線平台。

## 歷史
在 2010 年，Shai Wininger 和 Micha Kaufman 籌建了 Fiverr。Wininger 提出了建立一個買賣雙方的自由職業在線平台的想法。服務範圍包括寫作、翻譯、視頻編輯、程序等。

## 用戶特征
Fiverr 的主要用戶都是年輕人，超過 55 歲的人僅占總用戶數的 2%。

## 訂單
Fiverr 將每一筆訂單稱作 gig（字面意思為演出）。Fiverr 是一家自由職業在線平台，因此自由職業者的工作地點、國家、居住位置等地都不同。在此處列出主要的訂單服務類別。
| 圖形設計   | 圖標設計            |
| 圖形設計   | 橫幅廣告            |
| 圖形設計   | 商業名片            |
| 圖形設計   | Photoshop 編輯      |
| 圖形設計   | 插圖                |
| 圖形設計   | 建築與地面規劃      |
| 圖形設計   | 兒童插畫            |
| 圖形設計   | 3D 模型與產品設計   |
| 圖形設計   | 肖像與漫畫          |
| 圖形設計   | 品牌 T 恤和其它商品 |
| 圖形設計   | 漫畫                |
| 圖形設計   | 演示設計            |
| 圖形設計   | 傳單與宣傳冊        |
| 圖形設計   | 資料圖標設計        |
| 圖形設計   | 書籍與圖庫封面      |
| 圖形設計   | 矢量圖設計          |
| 圖形設計   | 包裝設計            |
| 圖形設計   | 請柬                |
| 圖形設計   | 網頁與移動端設計    |
| 圖形設計   | 社交媒體設計        |
| 圖形設計   | 其它                |
| 數位行銷   |                     |
| 寫作及翻譯 |                     |
| 視頻及動畫 |                     |
| 音樂及音頻 |                     |
| 編程與科技 |                     |